# Flugzeugbau Friedrichshafen
Flugzeugbau Friedrichshafen – niemiecki producent samolotów z pierwszej połowy XX wieku, najbardziej znany z wodnosamolotów produkowanych dla Marine-Fliegerabteilung (lotnictwa marynarki niemieckiej) i bombowców dla lotnictwa lądowego w czasie I wojny światowej.
Przedsiębiorstwo założył Theodor Kober, który został jego dyrektorem. Jednym z udziałowców był Ferdinand von Zeppelin, z którym Kober wcześniej pracował w Luftschiffbau Zeppelin. Zeppelin został także wiceprzewodniczącym rady nadzorczej, w skład której weszli też Max R. Wieland i Rudolf Chillingworth jako przewodniczący. Kapitał zakładowy wynosił 372 tysiące marek.
Nowa wytwórnia przejęła dawne pomieszczenia Zeppelina na brzegu Jeziora Bodeńskiego we Friedrichshafen. Położenie nad jeziorem było kluczowe, bo Flugzeugbau Friedrichshafen wyspecjalizowało się w budowie wodnosamolotów – pierwszy z nich Friedrichshafen FF.1 – odbył swój dziewiczy lot już roku założenia firmy, w listopadzie 1912.
W czasie I wojny światowej przedsiębiorstwo bardzo się rozrosło – od 149 pracowników w 1914 roku do 1508 w 1917 i 3240 pod koniec wojny. Samoloty Friedrichshafen, zarówno wodnopłaty, jak i bombowce cieszyły się dobrą opinią, w szczególności ze względu na wytrzymałość i niezawodność, cechy szczególnie ważne dla maszyn operujących nad morzem i w nocy. Friedrichshafen był największym dostawcą wodnosamolotów dla Kaiserliche Marine – łącznie 854 z 2365 samolotów (36% maszyn) pochodziło z zakładów przedsiębiorstwa (według jego własnych danych nawet więcej: 908, czyli 42%). Nie odniosły natomiast sukcesu myśliwce, z których żaden nie został wdrożony do produkcji seryjnej.

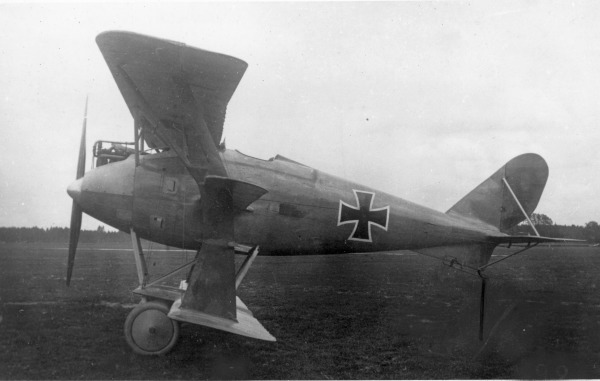
Prototypowy myśliwiec Friedrichshafen
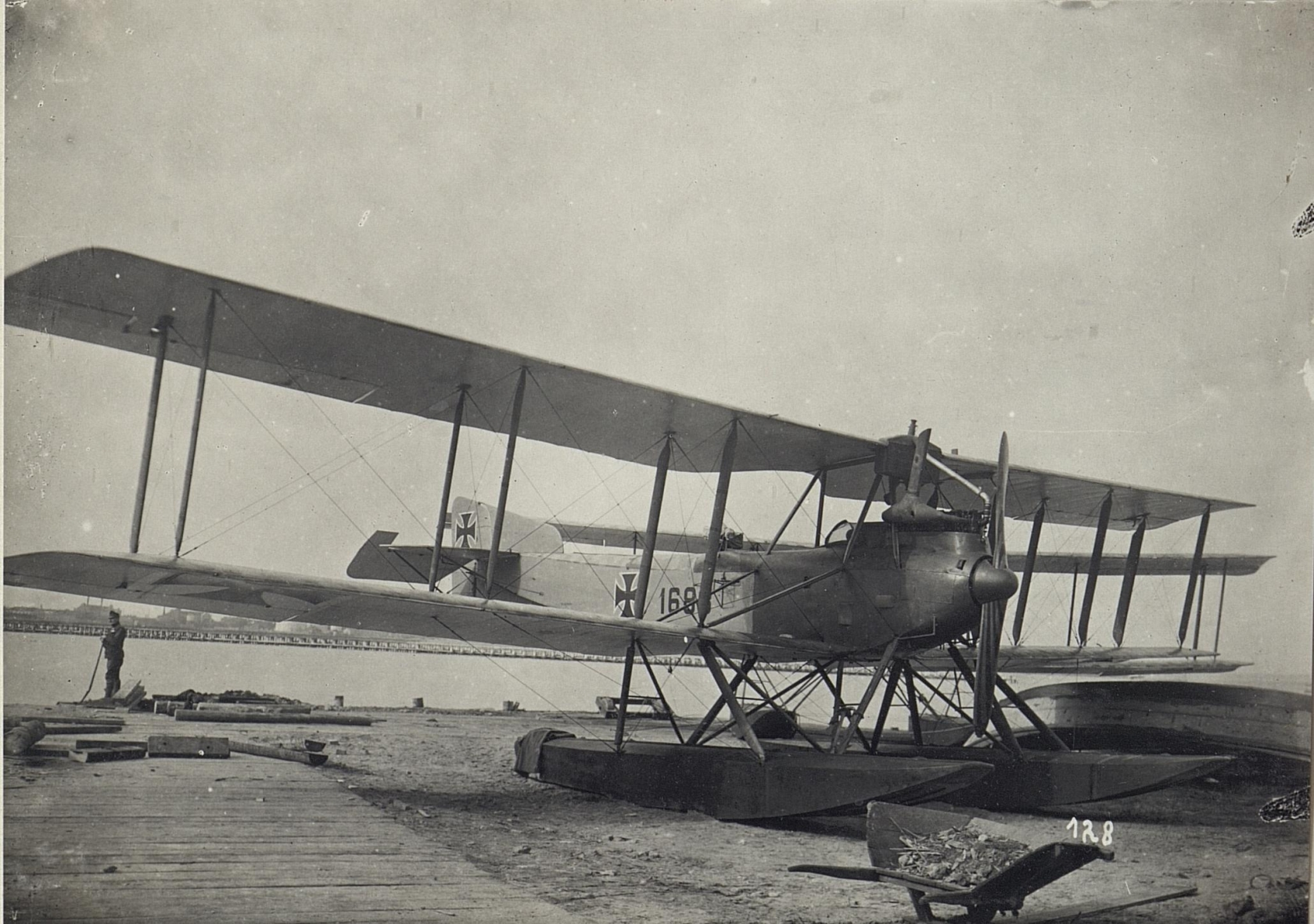
Wodnosamolot Friedrichshafen FF.49
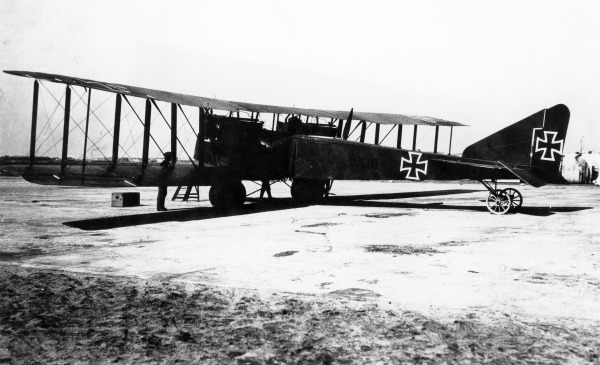
Bombowiec Friedrichshafen G.III